# Нуклон (космический комплекс)

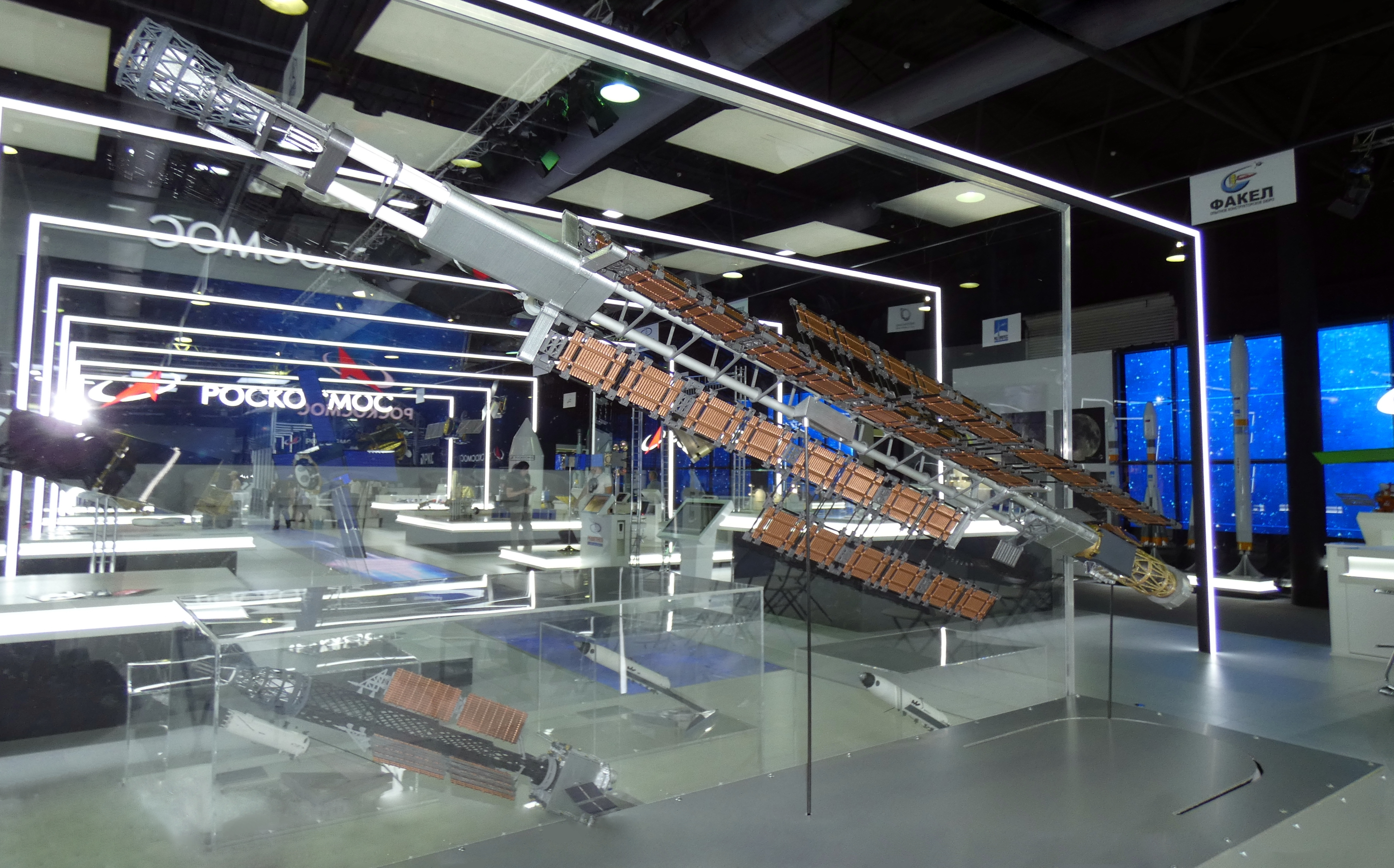
Две компоновки космического буксира «Зевс» (в работу пойдёт с рамой из трёх телескопических труб)

«Нуклон» — опытно-конструкторские работы по космическому комплексу с ядерной энергетической установкой разрабатываемого в России аппарата (космического буксира) «Зевс» для научных исследований в интересах освоения Луны.
Согласно ТЗ, космический буксир сможет перемещать с НОО на орбиту Луны полезную нагрузку массой до 10 тонн не более чем за 200 суток (этот срок существенно больше времени полёта к Луне на жидкостных ракетах, так как буксир использует ионные двигатели, которые многократно слабее, но существенно энергоэффективнее жидкостных).
Заказчик — Роскосмос, головной исполнитель (на стадии аванпроекта) — КБ «Арсенал».
В 2021 году глава Роскосмоса Дмитрий Рогозин заявил, что первый буксир планируется вывести в космос в 2030 году.
28 мая 2022 года Дмитрий Рогозин сказал, что инвестиции даже в 1 триллион рублей (это примерно половина бюджета НАСА) позволили бы корпорации резко форсировать все её ключевые программы, включая и перспективную пилотируемую систему, и буксир «Зевс».

## Разработка
10 декабря 2020 года между Роскосмосом и КБ «Арсенал» был заключён контракт стоимостью 4,174 млрд. руб на разработку аванпроекта по созданию космического комплекса с транспортно-энергетическим модулем и модулем полезной нагрузки. Шифр: «Нуклон-АП». Срок исполнения контракта: 10 ноября 2025.
Техническое задание на создание аванпроекта предусматривает: 
- лётную экспериментальную отработку транспортно-энергетического модуля,
- межорбитальную транспортировку
- энергетическое обеспечение модуля полезной нагрузки,
- выполнение научных исследований Луны.

## Устройство
Космический комплекс «Нуклон» будет включать в себя:
- орбитальный комплекс, состоящий из двух модулей:
  - транспортно-энергетический модуль (ТЭМ);
  - модуль полезной нагрузки (МПН);
- технический комплекс на космодроме Восточный;
- наземный комплекс управления;
- специальные средства транспортирования.

Общая масса орбитального комплекса не должна превышать 55 тонн (ТЭМ не более 35 и МПН с учётом массы рабочего тела не более 20 тонн).
Ядерная энергетическая установка в составе ТЭМ должна обеспечивать выработку электроэнергии с электрической мощностью 500 кВт, из которых до 450 кВт будут потребляться МПН.
Срок активного существования: не менее 2,5 лет после первичного запуска ЯЭУ для ТЭМ и не менее 2 лет для МПН.

### Сборка орбитального комплекса
Программа сборки орбитального комплекса предусматривает, как минимум, 2 запуска с космодрома Восточный: 
- первый запуск РН «Ангара-А5В» с заявленной грузоподъёмностью 37,5 тонн на НОО выведет ТЭМ массой 35 тонн на радиационно-безопасную орбиту, высотой не менее 900 км и наклонением 51,7°[10];
- второй запуск РН «Ангара-А5» с заявленной грузоподъёмностью около 25 тонн на НОО доставит на эту же орбиту МПН.

## Назначение
По словам исполнительного директора Роскосмоса по перспективным программам и науке Александра Блошенко, первый экземпляр космического комплекса предполагается запустить в 2030 году последовательно к Луне, Венере и одному из спутников Юпитера. При этом масса полезной нагрузки в виде научного и специального зондирующего радиолокационного оборудования составит десятки тонн.
В мае 2021 года СМИ со ссылкой на Исследовательский центр им. Келдыша сообщили, что ядерный буксир «Зевс» с мегаваттной энергодвигательной установкой можно будет использовать в системе ПВО страны для отслеживания летательных аппаратов с орбиты и целеуказания средствам поражения. В зависимости от мощности радиолокационной аппаратуры (50 или 200 кВт) буксир сможет, соответственно, прикрыть зону радиусом 2200 км или 4300 км. Во втором случае в зону его действия войдёт все воздушное пространство России и часть пространства сопредельных государств.

### Исследование Луны
Среди задач, выполняемых на орбите Луны:
- картографирование поверхности с определением уклонов и высоты неровностей;
- картографирование верхнего покрова глубиной до нескольких километров;
- идентификация районов с подповерхностными пустотами, оценка их размеров, объёма и глубины залегания;
- разведка полезных ископаемых Луны, в том числе её криолитосферных ресурсов;
- определение электрофизических свойств грунта, идентификация районов с аномальной проводимостью, теплоёмкостью, плотностью в целях обеспечения связи на поверхности Луны, выбора оптимальных мест посадки и размещения стационарных станций.

Перелёт с околоземной орбиты сборки комплекса на орбиту искусственного спутника Луны займёт не более 200 суток.
В конце 2022 года  правительства России и Китая подписали соглашение о сотрудничестве по созданию международной научной лунной станции, дорожная карта которой была представлена в июне 2021 года; строительство станции должно полностью завершиться к 2035 году. Предполагается использовать в проекте ядерный буксир «Зевс».